# Шварцлот (фарба)
Шварцлот — (нім. Schwarzlot, від Schwarz  — «чорний, темний» та löten — «паяти, виплавляти») — темно-коричнева, майже чорна фарба для скла, кераміки, емалей.
Застосовувалася з Х століття при виготовленні вітражів для зображення тонких деталей, створення світлотіней і передавання об'ємного зображення на склі.
Поверхня скла практично позбавлена пор, тому звичайна фарба не утримується на ній. Шварцлот складався з подрібненого легкоплавкого скла на основі сполук свинцю, температура плавлення якого була меншою за температуру плавлення основи, і барвників — оксидів заліза, міді. Для приготування фарби ці компоненти розтирали на дрібний порошок і замішували на воді, вині чи рослинній олії. Цим розчином художник волосяним пензлем малював на поверхні скла тоншими чи грубшими мазками малюнок.
Після висихання виріб обпалювали за температури, достатньої для розплавлення лише легкоплавкого скла фарби, внаслідок чого фарба спікалася зі скляною основою і малюнок закріплявся на її поверхні.